# سويارينغن ميرلين
سويارينغن ميرلين (بالإنجليزية: Swearingen Merlin)‏ هي طائرة رجال أعمال ونقل للشركات بمحركات مروحية توربينيه. أنتجت في 1965 بالولايات المتحدة. من صناعة فيرتشايلد للطيران. ومازالت في الخدمة حتى الآن. وسعر الطائرة الواحدة منها هو 442,000 دولار.

## طرازات أخرى
- فيرتشايلد سويارينغن ميترولاينر